# William Gray Purcell
William Gray Purcell (26 gennaio 1880 – 19 febbraio 1965) è stato un architetto statunitense noto per i suoi contributi all'architettura del primo Novecento, in particolare all'interno della tradizione della Prairie School.
È ricordato per la sua collaborazione con l'architetto George Grant Elmslie e per i suoi lavori successivi come architetto indipendente, che comprendono progetti residenziali, istituzionali e di abitazioni speculative. La sua carriera fu segnata da importanti contributi al design architettonico, ma anche da difficoltà personali e problemi di salute ,.

## Biografia

### Primi Anni e Istruzione
William Gray Purcell nacque a Portland, Oregon, da James Purcell, un noto uomo d'affari, e dalla moglie Catherine Garns Gray Purcell. Fin da giovane mostrò un forte interesse per l'architettura, che lo portò a studiare prima all'Università del Minnesota e successivamente presso il Chicago Architectural Club .
Dopo aver completato gli studi, Purcell lavorò brevemente a Chicago, dove incontrò George Grant Elmslie. Insieme fondarono una fruttuosa partnership architettonica che avrebbe definito i primi anni della carriera di Purcell .

### Inizio della Carriera e la Purcell & Elmslie
I primi lavori di Purcell furono fortemente influenzati dallo stile della Scuola del Prairie, un movimento architettonico avviato da architetti come Frank Lloyd Wright. In collaborazione con Elmslie, Purcell progettò vari edifici che abbracciavano l'architettura organica, che cercava di armonizzare le costruzioni con l'ambiente naturale. Il loro lavoro più noto fu la progettazione della Purcell-Cutts House (1913), una residenza a Minneapolis che fu lodata per la sua integrazione armoniosa con il paesaggio e per l'uso innovativo dei materiali e delle forme .
La partnership tra Purcell ed Elmslie durò dal 1911 al 1917, quando i due si separarono. Purcell continuò quindi la sua carriera come architetto indipendente, sviluppando il proprio stile e intraprendendo nuovi progetti .

### Vita Personale e Problemi di Salute
Nel 1930, Purcell fu diagnosticato con tubercolosi, una malattia che lo costrinse ad adottare un rigoroso regime di riposo a letto. Trascorse gli anni successivi in vari sanatori, stabilendosi infine nel 1931 presso il Pottenger Sanatorium a Banning, California. Questo periodo segnò una fase di grande isolamento e introspezione, durante la quale Purcell affrontò numerose difficoltà fisiche ed emotive .
Nel 1931, la morte del padre di Purcell gli diede una certa sicurezza finanziaria, consentendogli di sostenere alcuni amici che stavano soffrendo a causa della Grande Depressione. Tuttavia, quest'anno segnò anche la tragica morte del figlio Douglas, che morì per meningite. Inoltre, il matrimonio di Purcell con Edna S. Purcell giunse al termine dopo anni di disaccordi, con la separazione che peggiorò il suo già fragile stato emotivo .

### Lavoro Architettonico Durante la Malattia
Nonostante la sua condizione fisica, Purcell continuò a lavorare nel campo dell'architettura durante il suo periodo nel sanatorio. Tra i suoi progetti più significativi di questo periodo ci fu la progettazione di una guest house vicino al sanatorio di Banning, conosciuta come la Banning Cottage, realizzata nel 1932. La casa fu progettata per affrontare le difficoltà del clima desertico, incorporando tecniche innovative come spazi vuoti ventilati nel sottotetto e una piscina riflettente per migliorare il raffreddamento e la circolazione dell'aria .
Purcell lavorò anche a una serie di case speculative a Palm Springs, California, caratterizzate da pareti orizzontali in mattoni e legno, grandi eaves e sistemi di ventilazione a lamelle, enfatizzando l'integrazione con il paesaggio circostante .

### Anni Successivi e Matrimonio
Durante il suo soggiorno al sanatorio, Purcell trovò supporto emotivo nella sua amicizia con Cecily O'Brien, una donna inglese che era stata diagnosticata erroneamente con enfisema. I due trascorsero del tempo insieme nei giardini del sanatorio, e nel 1935, dopo che Purcell aveva finalizzato il divorzio da Edna, i due si sposarono .
Dopo un intervento chirurgico rischioso che migliorò parzialmente la sua salute, la coppia lasciò il deserto e si trasferì in una tenuta rurale sulle pendici di Pasadena, vicino a Los Angeles. Questo cambiò la vita di Purcell, che iniziò a recuperare gradualmente la sua salute e riprese la sua attività professionale, seppur a un ritmo più lento .

### Eredità
La carriera di William Gray Purcell fu definita dalla sua associazione iniziale con la Scuola del Prairie e dai suoi anni successivi, segnati da malattia e difficoltà personali. Sebbene il suo lavoro più famoso resti legato alla sua collaborazione con Elmslie, Purcell continuò a contribuire al campo dell'architettura anche negli anni successivi, sebbene in misura minore .
Il suo lavoro, in particolare la Purcell-Cutts House e le case progettate nella Palm Springs, è stato riconosciuto per l'uso innovativo dei materiali, il design spaziale e l'integrazione con la natura. Nonostante le difficoltà personali, l'eredità architettonica di Purcell rimane una testimonianza della sua creatività e resilienza .
William Gray Purcell morì il 19 febbraio 1965, all'età di 85 anni. La sua vita e il suo lavoro continuano a essere studiati come un esempio significativo di architettura americana del primo Novecento, che unisce un design innovativo con una grande resilienza personale di fronte alle avversità .

## Opere Selezionate
- Purcell-Cutts House (1913), Minneapolis, Minnesota [3]
- Banning Cottage (1932), Banning, California [6]